# 竹御所
竹御所（たけのごしょ，1202年—1234年8月23日）， 建仁2年出生，鎌倉時代初期女性人物。鎌倉幕府第二代将軍源赖家之女。名源鞠子。妙本寺寺传为媄子（よしこ）。
母在《尊卑分脈》中称为源義仲之女，实际他的母亲为比企能員之女若狭局。
誕生第二年比企能員父女被杀，源赖家被北条氏废黜。建保4年（1216年）3月5日，祖母北条政子命14岁的竹御所謁見叔父源实朝正室坊門信子，作为坊門信子的猶子。宽喜2年（1230年），28岁时嫁给13岁的第4代将軍藤原赖经。4年後難产，生子死产，竹御所于天福2年七月廿七（1234年8月23日））本人33岁去世。她死后源赖朝血脉完全断絶。